# Johnny Höglin
Hans Johnny Höglin (ur. 26 lutego 1943 w Nykroppa) – szwedzki łyżwiarz szybki, mistrz olimpijski.

## Kariera
Specjalizował się w długich dystansach. Największy sukces w karierze Johnny Höglin osiągnął w 1968 roku, kiedy zdobył złoty medal na dystansie 10 000 m podczas igrzysk olimpijskich w Grenoble. W zawodach tych wyprzedził bezpośrednio Norwega Freda Antona Maiera oraz swego rodaka Örjana Sandlera. Na tych samych igrzyskach był też piąty w biegach na 1500 i 5000 m. Na rozgrywanych cztery lata później igrzyskach w Sapporo był dwunasty na dystansie 5000 m i dziewiąty w biegu na 1500 m. Nigdy nie zdobył medalu mistrzostw świata, jego najlepszym wynikiem było szóste miejsce podczas wielobojowych mistrzostw świata w Göteborgu w 1968 roku i na mistrzostwach świata w Deventer rok później. Na arenie krajowej zdobył złoty medal w wieloboju i biegu na 5000 m w 1968 roku oraz na dystansie 1500 m w latach 1968 i 1972.